# Henry Everling

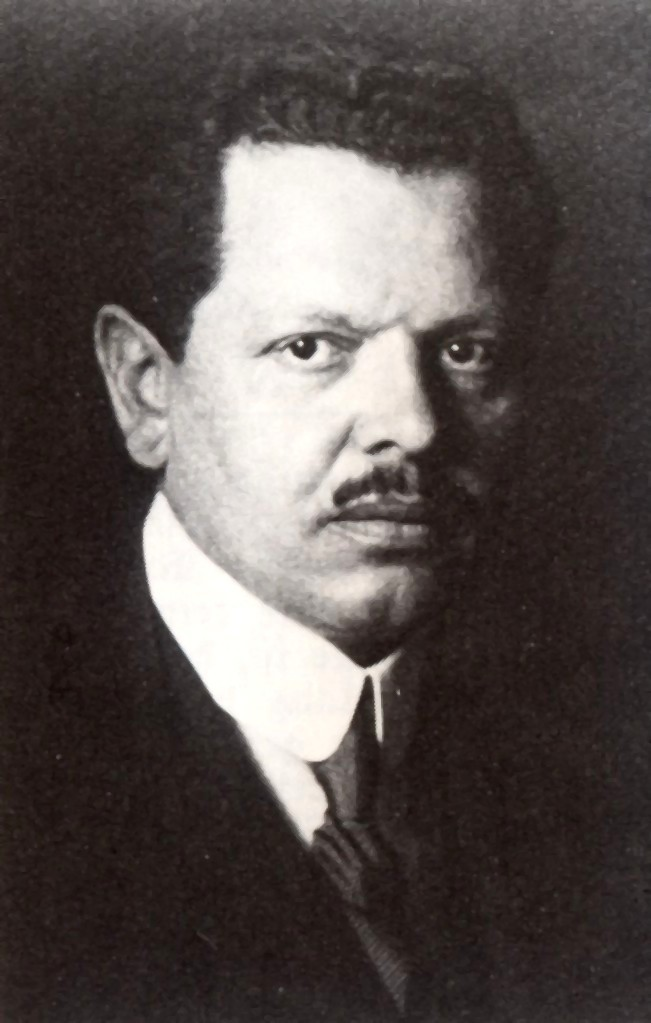
Der junge Henry Everling um 1910

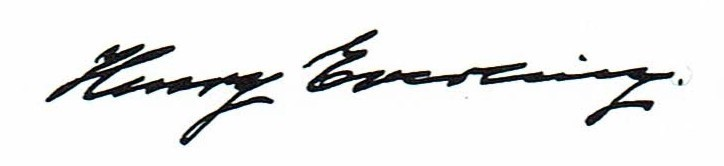
Unterschrift von Henry Everling

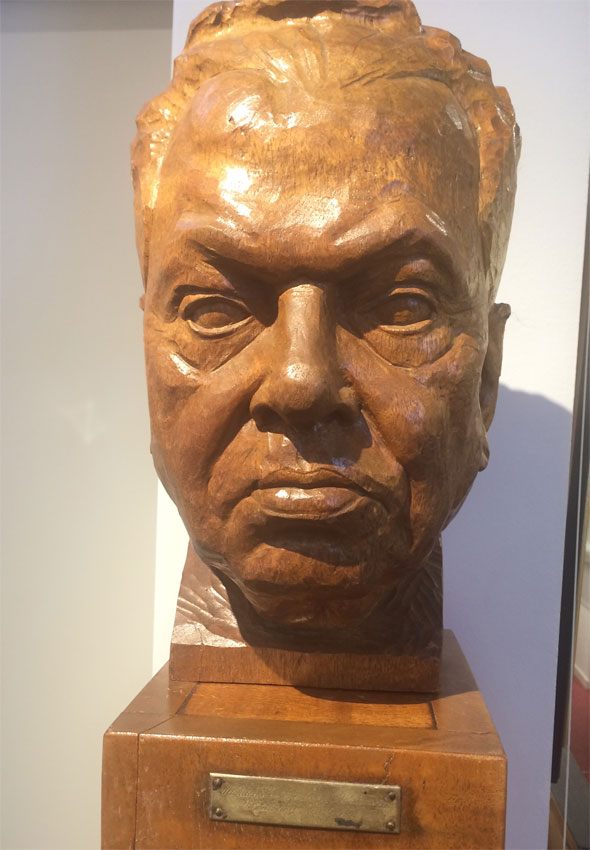
Büste von Henry Everling im Hamburger Genossenschaftsmuseum

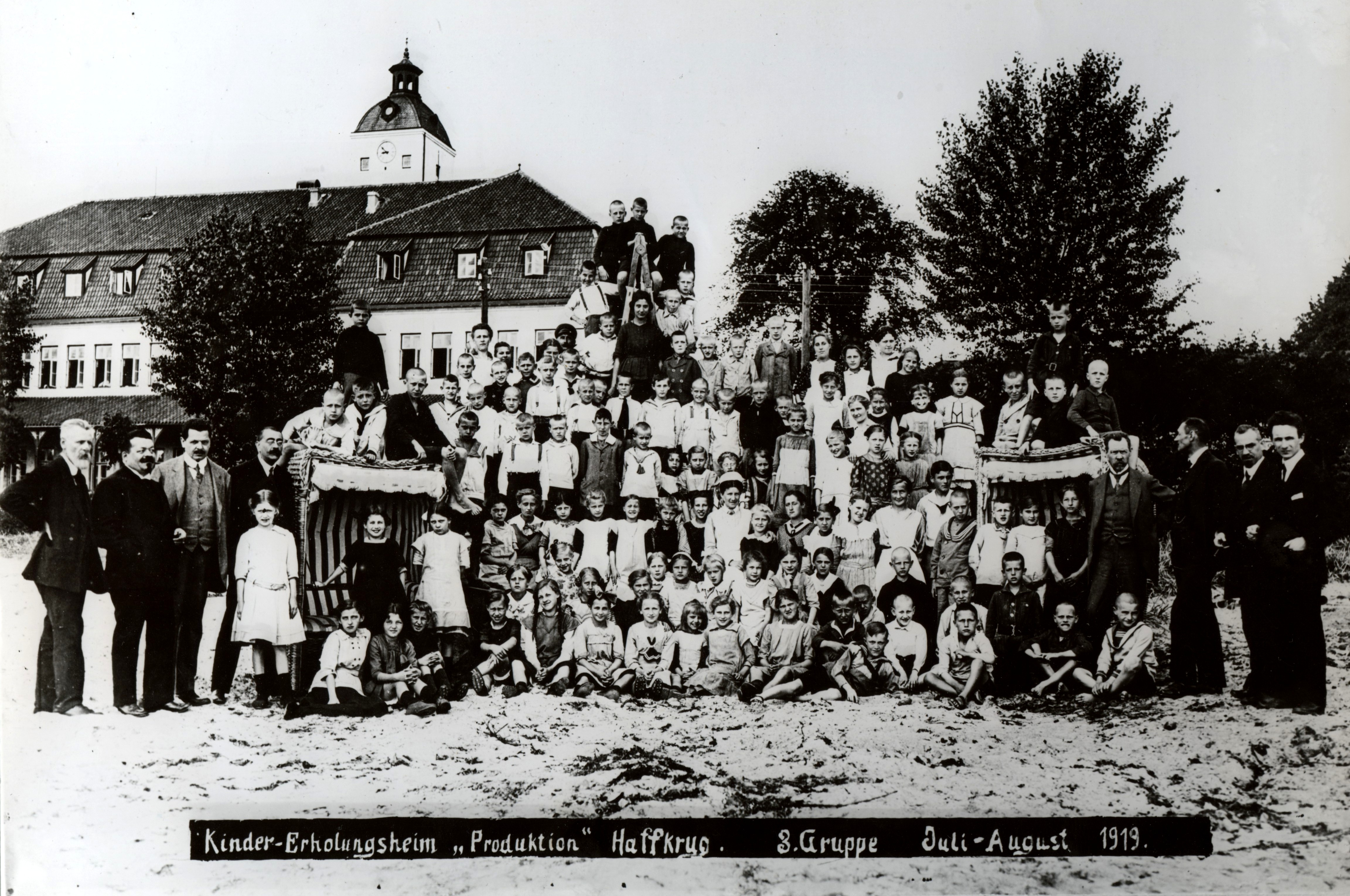
Kinder-Erholungsheim der „Produktion“ in Haffkrug 1919 mit Reichspräsident Friedrich Ebert (zweiter von links) und rechts daneben Henry Everling. Gustav Noske (vierter von links). Seit 1948 Henry-Everling-Haus der PRO Stiftung und seit 1974 Seniorenerholungseinrichtung

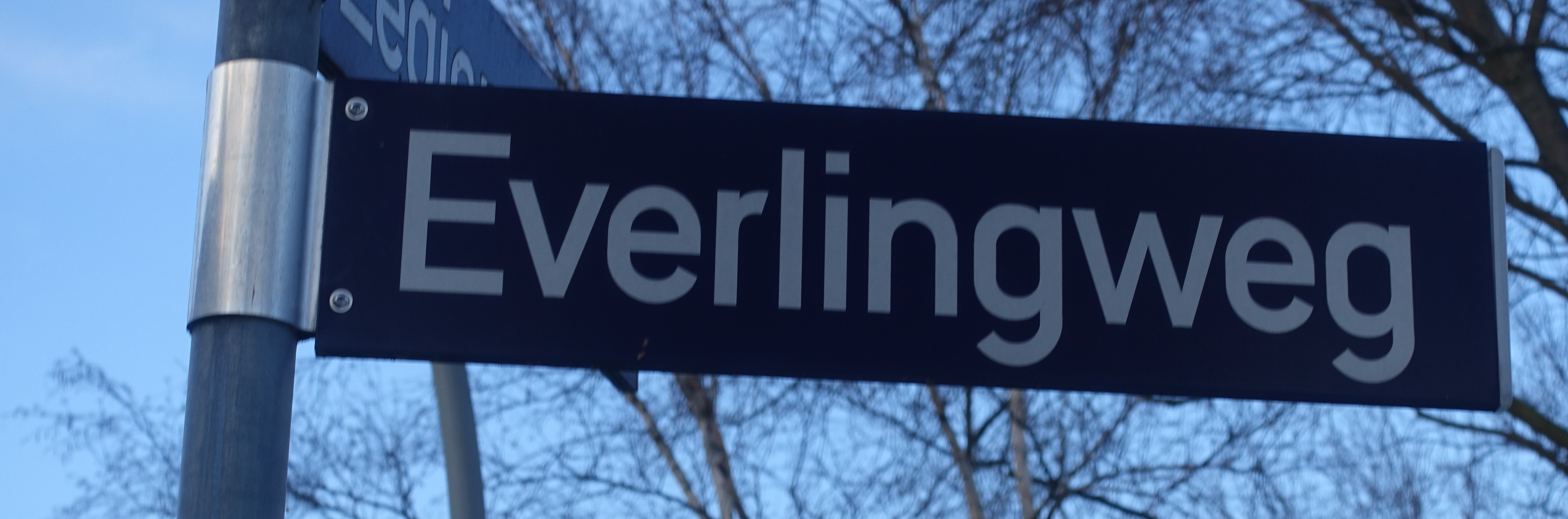
Everlingweg in Hamburg-Horn

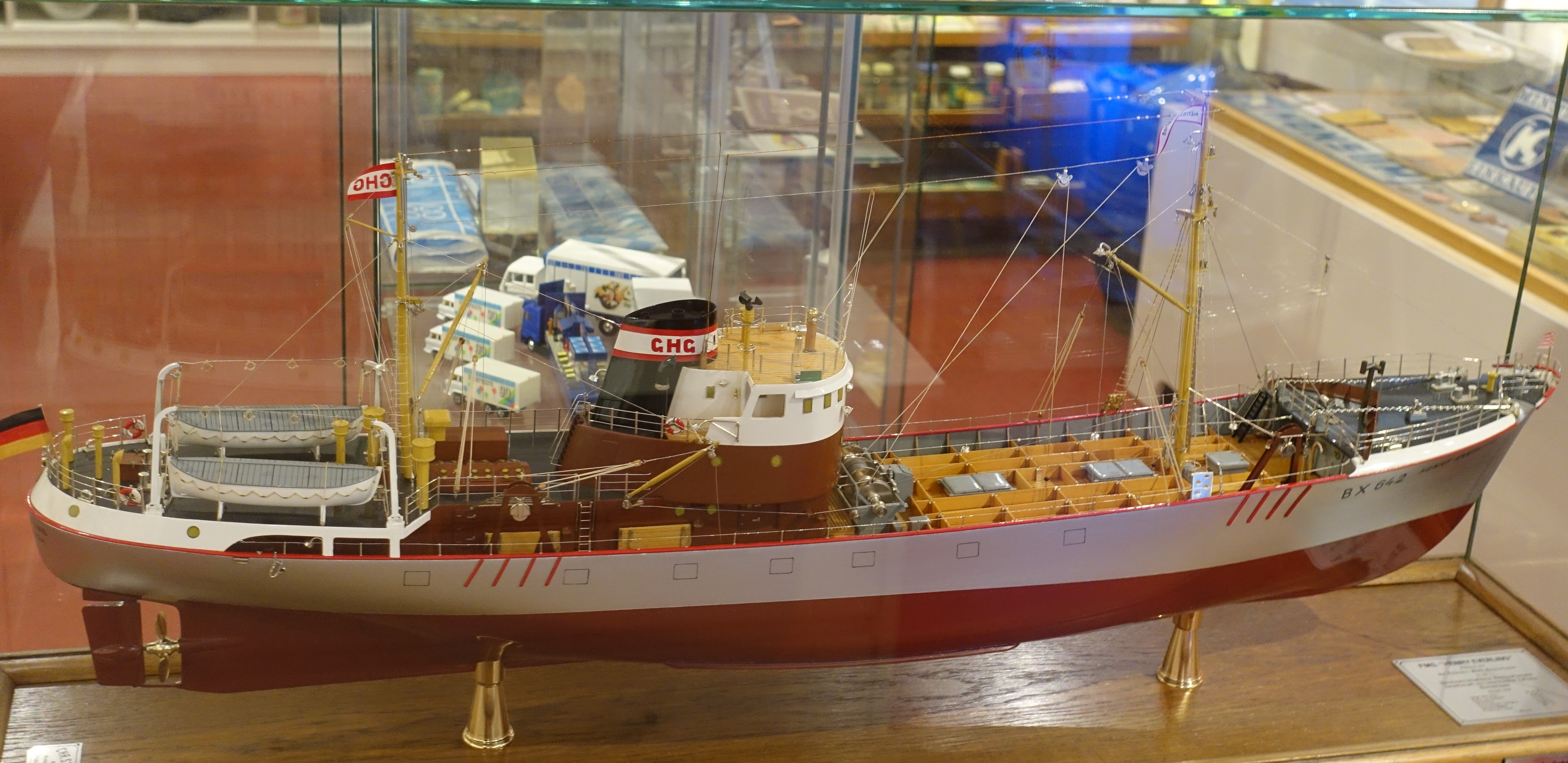
Schiffsmodell des Fischdampfers „Henry Everling“ (erbaut auf der Rickmers-Werft 1955 Bremerhaven)

Henry Everling (* 19. August 1873 in Braunschweig; † 16. Mai 1960 in Hamburg) war ein Gold- und Silberschmied, Hamburger Bürgerschaftsabgeordneter, Senator (SPD) sowie Geschäftsführer diverser konsumgenossenschaftlicher Betriebe.

## Leben
Everling verbrachte seine Schul- und Lehrzeit in Braunschweig. Dort erlernte er den Beruf des Gold- und Silberschmiedes, bis 1900 arbeitete er in diesem Beruf. Er wechselte nach Hamburg und wirkte mit an der Gründung der Konsum-, Bau- und Sparverein „Produktion“ eingetragene Genossenschaft mit beschränkter Haftpflicht, Sitz Hamburg. Ab 1900 arbeitete er als Krankenkassenangestellter in Hamburg, diese Stellung gab er 1908 auf, als er zum hauptamtlichen Sekretär bei der Produktion eGmbH berufen wurde. 1913 wurde er dort zum geschäftsführenden Vorstand gewählt, verantwortlich für die Betriebe der Eigenproduktion, Bäckerei, Mühle und Schlachterei, Verhandlungsführer für die Heereslieferungen. In dieser Position arbeitete er zusammen mit Max Mendel. Zur Genossenschaft „Produktion“ gehörten neben einem eigenen Ladennetz auch viele Nahrungsmittelerzeugungsbetriebe, die als kriegswichtig eingestuft wurden. Aus diesem Grund war Everling auch während des Ersten Weltkrieges für seine Genossenschaft tätig. Er hat dort vor allem die Schlachterei und Fleischkonservenfabrikation für den Heeresbedarf modernisiert und reorganisiert. Die so geschaffenen Überkapazitäten lagen weit über dem Bedarf der Mitglieder der Genossenschaft und waren so in den folgenden Jahren eine Belastung für die konsumgenossenschaftliche Unabhängigkeit.
Am 16. Juli 1919 besuchten Reichspräsident Friedrich Ebert und Reichswehrminister Gustav Noske mit Henry Everling und weiteren Mitgliedern des Vorstandes der „Produktion“ das Kinder-Erholungsheim der PRO in Haffkrug an der Ostsee. Das Heim war aus Gewinnen der Kriegsproduktion der Genossenschaft finanziert worden und sollte als vorbildliche soziale Einrichtung gewürdigt werden.
Bei den Neuwahlen für die Hamburger Bürgerschaft 1919 erlangte Everling ein Mandat für die SPD, er gehörte der Bürgerschaft bis 1921 an.

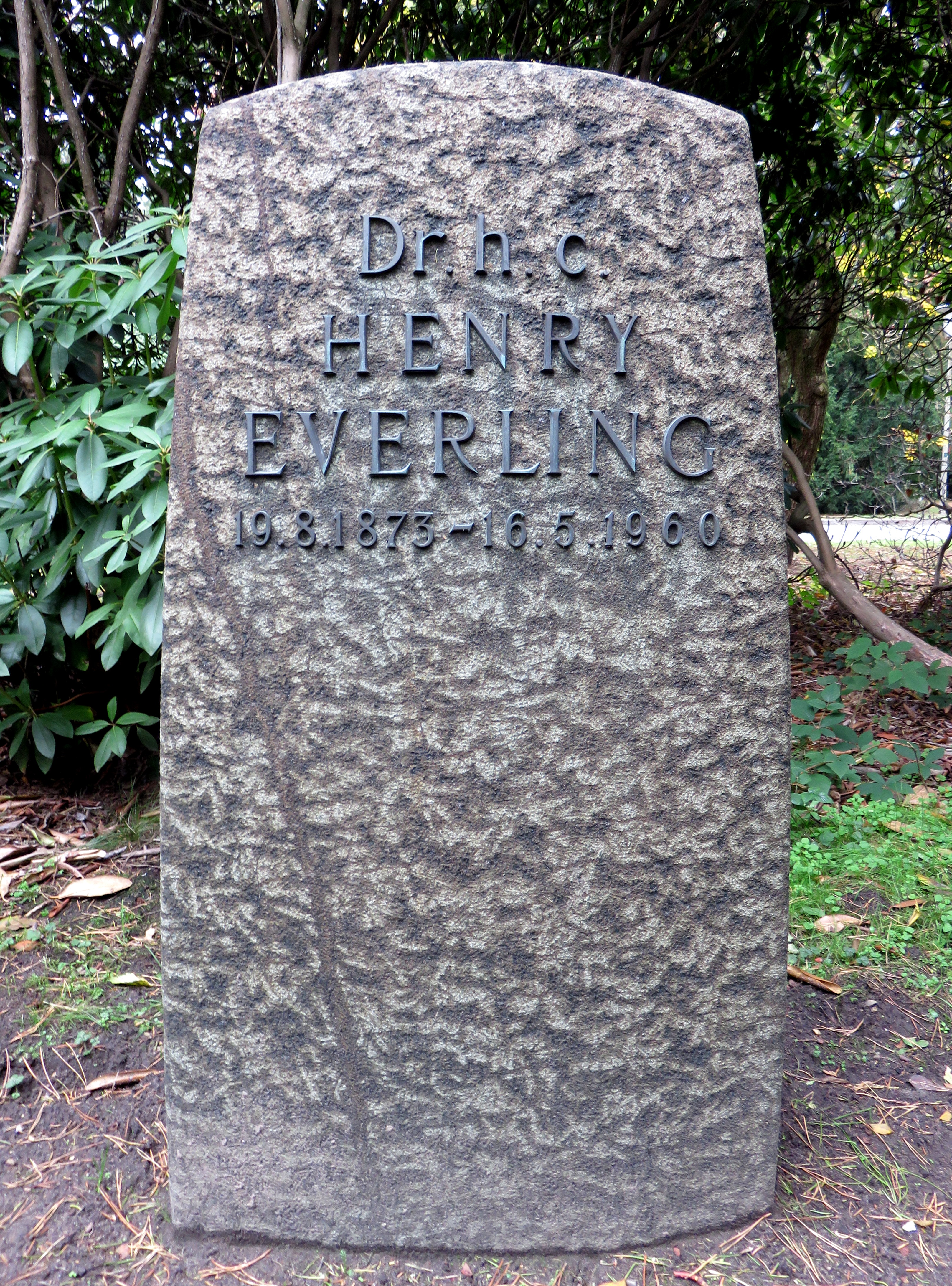
Grabstein Henry Everling auf dem Friedhof Ohlsdorf

Everling galt als Wirtschaftsfachmann, deshalb wurde er am 28. März 1919 in den Hamburger Senat gewählt. Da er aber meinte, dort die Interessen der Arbeiterschaft nicht genügend vertreten zu können, trat er zusammen mit Heinrich Lorenz am 30. Juni 1919 wieder zurück.
Everling wurde erneut Geschäftsführer bei der Produktion und 1921 zu einem Geschäftsführer der Großeinkaufs-Gesellschaft Deutscher Consumvereine m.b.H. (GEG) gewählt. Dieses Amt hatte Everling bis Oktober 1935 inne, als er nach der Machtübernahme von den Nationalsozialisten aus dem Amt entfernt wurde.
1933 verhalf Everling dem späteren Hamburger Bürgermeister Max Brauer, den er aus gemeinsamer Tätigkeit bei der „Produktion“ kannte, durch Überlassung seines Passes zur Flucht.
Während des Zweiten Weltkrieges wurde Everling mehrmals verhaftet.
Am 30. Mai 1945 wurde Everling von der Britischen Besatzungsbehörde wieder ins Amt des Vorstandsvorsitzenden der Großeinkaufsgesellschaft deutscher Konsumgenossenschaften in Hamburg eingesetzt – ein Amt, das er bis 1949 innehatte, er war außerdem in mehreren Aufsichtsratsgremien tätig.

## Hochseefischerei-Gesellschaft
Hunger und die mangelhafte Versorgung mit Lebensmitteln der deutschen Bevölkerung in der Nachkriegszeit veranlassten Henry Everling zum Aufbau einer gemeinwirtschaften Fischereifangflotte. Nach 1945 verbesserte er die Versorgung der Bevölkerung mit Fisch durch Aufbau der Gemeinwirtschaftlichen Hochseefischerei-Gesellschaft (GHG) in Bremerhaven. Die GHG war eine Tochtergesellschaft der Großeinkaufs-Gesellschaft Deutscher Konsumgenossenschaften mbH (GEG). Der Fisch, insbesondere der Hering, war stets, aber am stärksten in der Hungerzeit, ein „billiger, wertvoller, fett- und eiweißreicher Rohstoff des Meeres“ und ein „unentbehrliches Volksnahrungsmittel“, und er wollte  ihn „möglichst nahe an der Rohstoffquelle“ erschließen, und zwar getreu dem genossenschaftlichen Mantra: keine Zwischenstufe. Am 1. August 1948  – nach langen Verhandlungen – wurde  die Gemeinwirtschaftliche Hochseefischerei-Gesellschaft GmbH, die GHG, mit ihrem Sitz in Bremerhaven mit einem Stammkapital von 2 Millionen DM gegründet. Die 27 GHG-Fischdampfer trugen im Laufe ihres Bestehens die Namen von bekannten Gewerkschaftern und Genossenschaftern. 1970 wurde die GHG mit ihren Anlagen und Schiffen an eine Oetker-Gesellschaft, dem Marktführer, verkauft. Der Enkel Gerhard Wiele spendete das Modell des Fangschiffs „Henry Everling“ dem Hamburger Genossenschaftsmuseum.
Zudem war er Mitglied des Zonenbeirates der britischen Besatzungszone. Von Oktober 1953 bis zum Tode 1960 war er Verfassungsrichter beim Hamburgischen Verfassungsgericht.
Henry Everling wurde auf dem Ohlsdorfer Friedhof in Hamburg im Planquadrat T 25 südlich der Kapellenstraße und  östlich Waldstraße beigesetzt. Er erhielt ein Staatsbegräbnis. Die Traueransprachen hielten Max Brauer und Erich Ollenhauer.
Ein Urenkel von Henry Everling ist der Medienmanager Andreas Wiele, der Aufsichtsratsvorsitzender bei ProSiebenSat.1 Media ist und von 2000 − 2020 Vorstandsmitglied bei Axel Springer SE war.

## Ehrungen
- Dr. h. c. der Universität Erlangen (1948)
- Ehrenbürger der Stadt Hamburg (1948)
- Ehrensenator der Universität Hamburg (1953)[9]
- Ehrenbürger von Ording (heute St. Peter-Ording) 1953

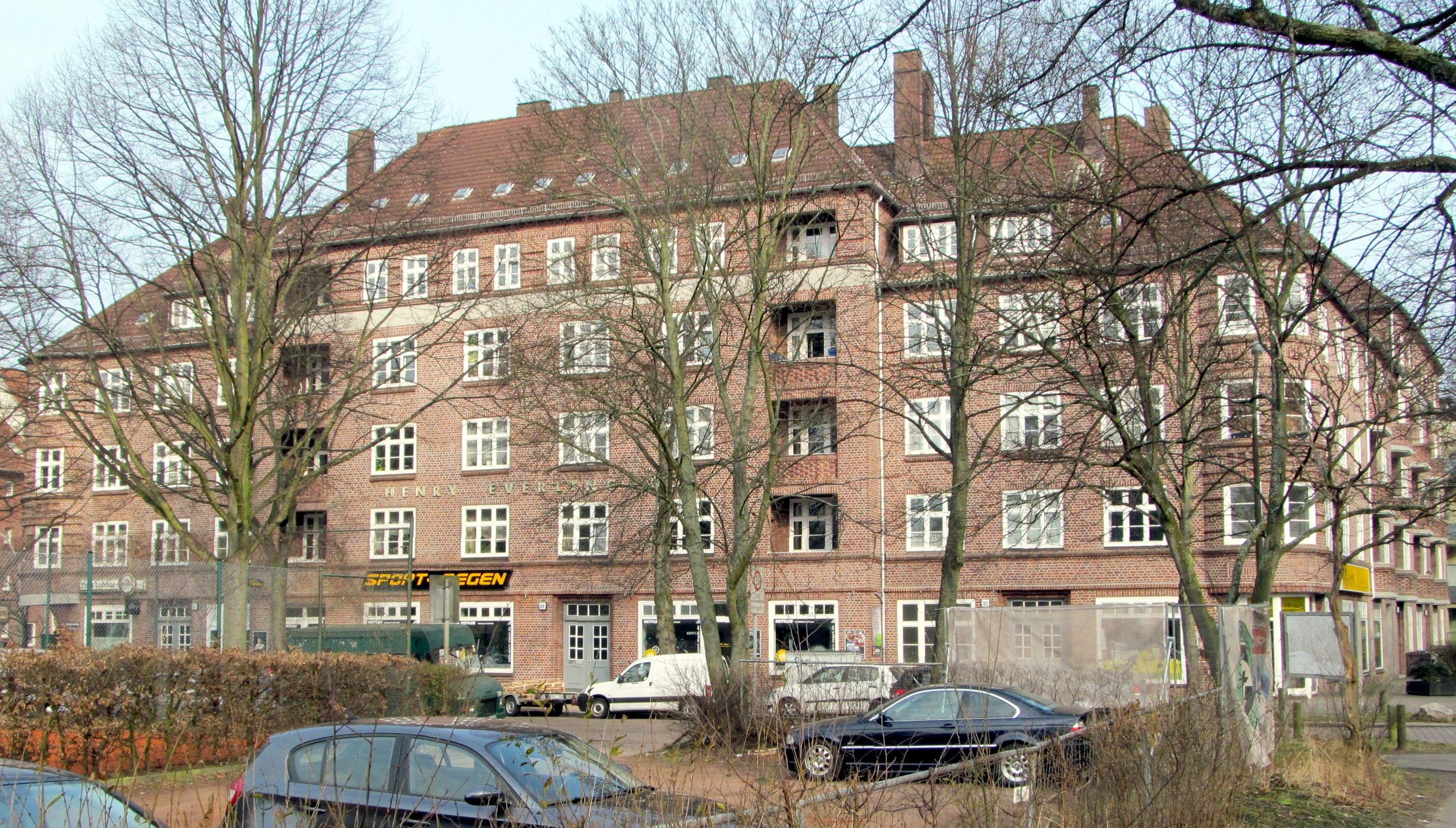
Henry-Everling-Hof in Hamburg-Hamm Baugenossenschaft freier Gewerkschafter

Ernennung von Henry Everling zum Generaldirektor durch die Militärregierung Hamburg 1945 zur Übernahme des Vermögens der Genossenschaften

Ferner wurden nach Henry Everling benannt:
- ein Kinderheim in Haffkrug[10]
- zwei Fischdampfer der Gemeinwirtschaftlichen Hochseefischerei GmbH Bremerhaven, gebaut 1943 bzw. 1955[11]
- eine Straße in Kamen beim früheren GEG-Versand
- eine Straße in Hamburg-Billstedt (Everlingweg) sowie
- eine 1925 erbaute Wohnanlage der Baugenossenschaft freier Gewerkschafter in Hamburg-Hamm (Henry-Everling-Hof).